# جوایز یوتیوب
جوایز یوتیوب (به انگلیسی: YouTube Awards) بهترین فیلم‌ها مانند ژانرهای کمدی و... را مشخص می‌کند و در یوتیوب به آن‌ها رای داده می‌شود. این بخش در سال ۲۰۰۷ سازماندهی شد و می‌گفت:«بعضی از محبوب ترین فیلم‌ها را انتخاب کنید و بگویید که کدام باید به رسمیت شناخته شود.»